# Web Language
Die Web Language von Hewlett-Packard (ursprünglich WebL genannt und wegen einer Warenzeichen-Problematik umbenannt) ist eine Skriptsprache für Auswertungs- und Automatisierungsprobleme im World Wide Web. Die Programmiersprache ist imperativ, wird von der Java-VM interpretiert und ist in Java implementiert. Sie bietet Unterstützung für die wichtigsten Web-Protokolle wie HTTP und FTP und versteht die bekannten Datenformate HTML und XML.